# Andritz Hydro
Andritz Hydro GmbH ist ein österreichisches Unternehmen auf dem Gebiet von elektromechanischen Gesamtanlagen für Wasserkraftwerke. Das Unternehmen ist eine Sparte der Grazer Andritz Gruppe. Die Firma beschäftigt etwa 7.266 Mitarbeiter an mehreren Standorten, die größten sind Wien, Linz, Weiz, Kriens, Vevey und Ravensburg. Bis 31. Dezember 2008 firmierte das Unternehmen als VA Tech Hydro.

## Geschichte

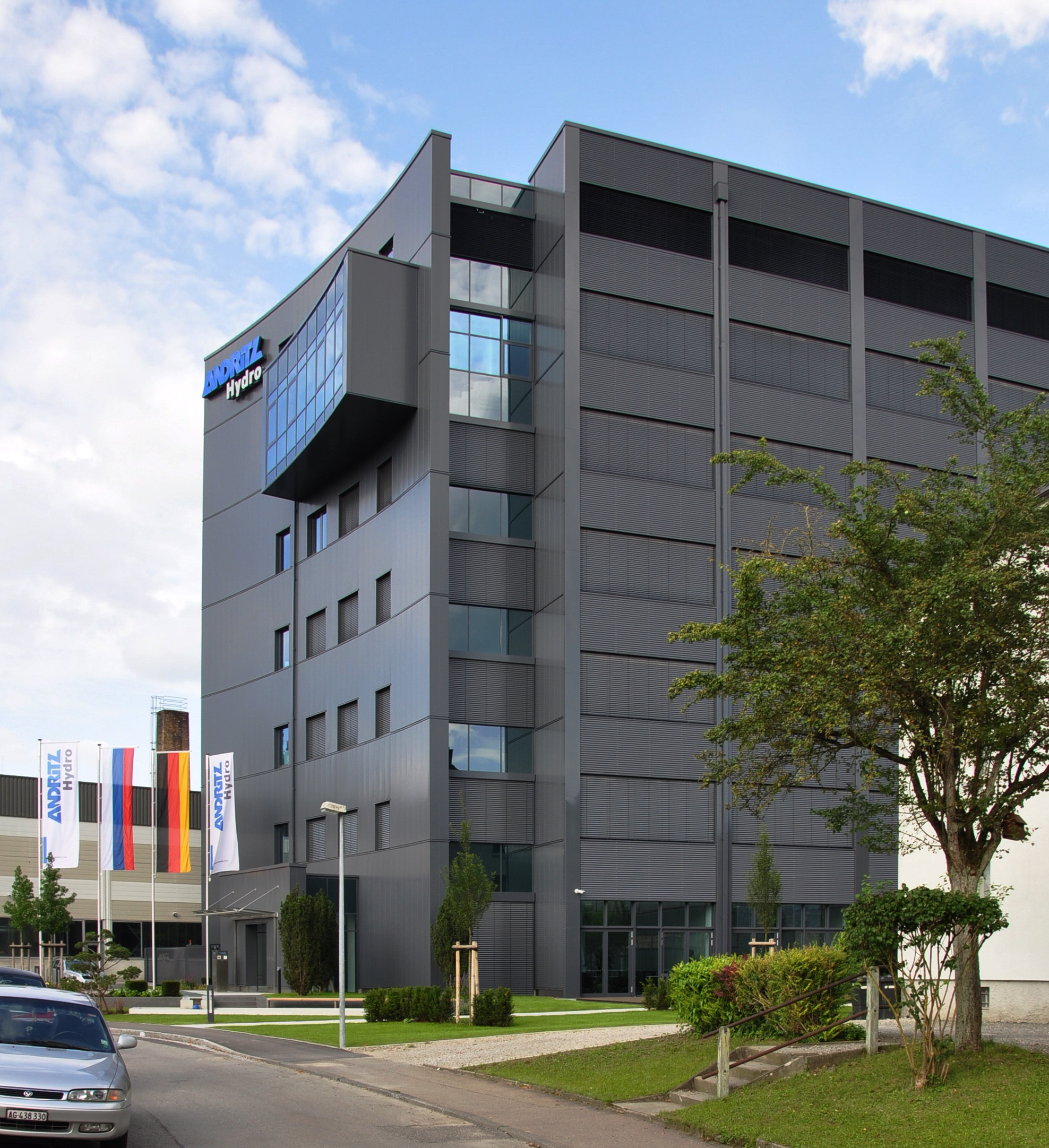
Verwaltungsgebäude der Andritz Hydro am Standort Ravensburg

Die Andritz Hydro GmbH (bis 2009: VA Tech Hydro) entstand im Jahr 2000 durch den Zusammenschluss von Sulzer Hydro, Escher-Wyss, die Hydro-Aktivitäten der MCE und ELIN.
Die Escher Wyss AG wurde 1805 und die Sulzer AG 1834 in Zürich gegründet. 1969 wurde Escher Wyss vollständig von Sulzer übernommen und in Sulzer Escher Wyss umbenannt. Im Jahr 1995 erfolgte die Namensänderung auf Sulzer Hydro, die 1999 von VA Tech übernommen wurde und nach der Integration 2000 VA Tech Escher Wyss hieß. Der Standort in Ravensburg ist ein wichtiger Standort für den Maschinen- und Anlagenbau von Andritz Hydro.
1892 wurden in Weiz die Pichlerwerke gegründet. 1922 tauchte das erste Mal der Name ELIN auf. Danach folgte die Vereinigung mit der AEG Union, woraus die ELIN UNION AG entstand. 1989 wurde die ELIN in die ELIN Energieanwendung und ELIN Energieversorgung aufgespaltet. In Weiz befindet sich der wichtigste Generatorenfertigungsstandort von Andritz Hydro.
Die VOEST-ALPINE MCE wurde 1989 in Linz gegründet und kaufte unter anderem 1990 Hydro Vevey auf. 1999 wurde der Bereich Hydro von der VA TECH übernommen und heißt nach der Einbindung in die VA TECH HYDRO im Jahr 2000 VA TECH VOEST MCE. In Linz wird ein Großteil des Stahl- & Apparatebaus durchgeführt.
Die VA Technologie AG wurde 1994 gegründet, der Konzern bestand aus 4 Sparten.
- Metallurgietechnik, VOEST-Alpine Industrieanlagenbau, heute Primetals.
- Energieerzeugung, VA Tech Hydro
- Energieübertragung und -verteilung, VA Tech T&D, heute Bestandteil der Siemens PTD
- Infrastruktur, VA Tech Elin EBG, heute Siemens ELIN

2005 wurde die VA TECH Gruppe von Siemens übernommen. Diese musste die VA Tech Hydro aus kartellrechtlichen Gründen wieder verkaufen. Der Bereich Gas-und-Dampf-Kombikraftwerke der VA Tech Hydro verblieb ebenfalls bei Siemens und gehört nun zum Siemens Sector Energy.
Die VA Tech Hydro ist seit 2006 im Besitz der Andritz AG und firmiert inzwischen als Andritz Hydro. Das Unternehmen war beteiligt am Bau des Atatürk-Staudamms, des Pumpspeicherwerks Goldisthal, Karun-3, des Kraftwerks Freudenau und der Maltakraftwerke.

## Geschäftsbereiche

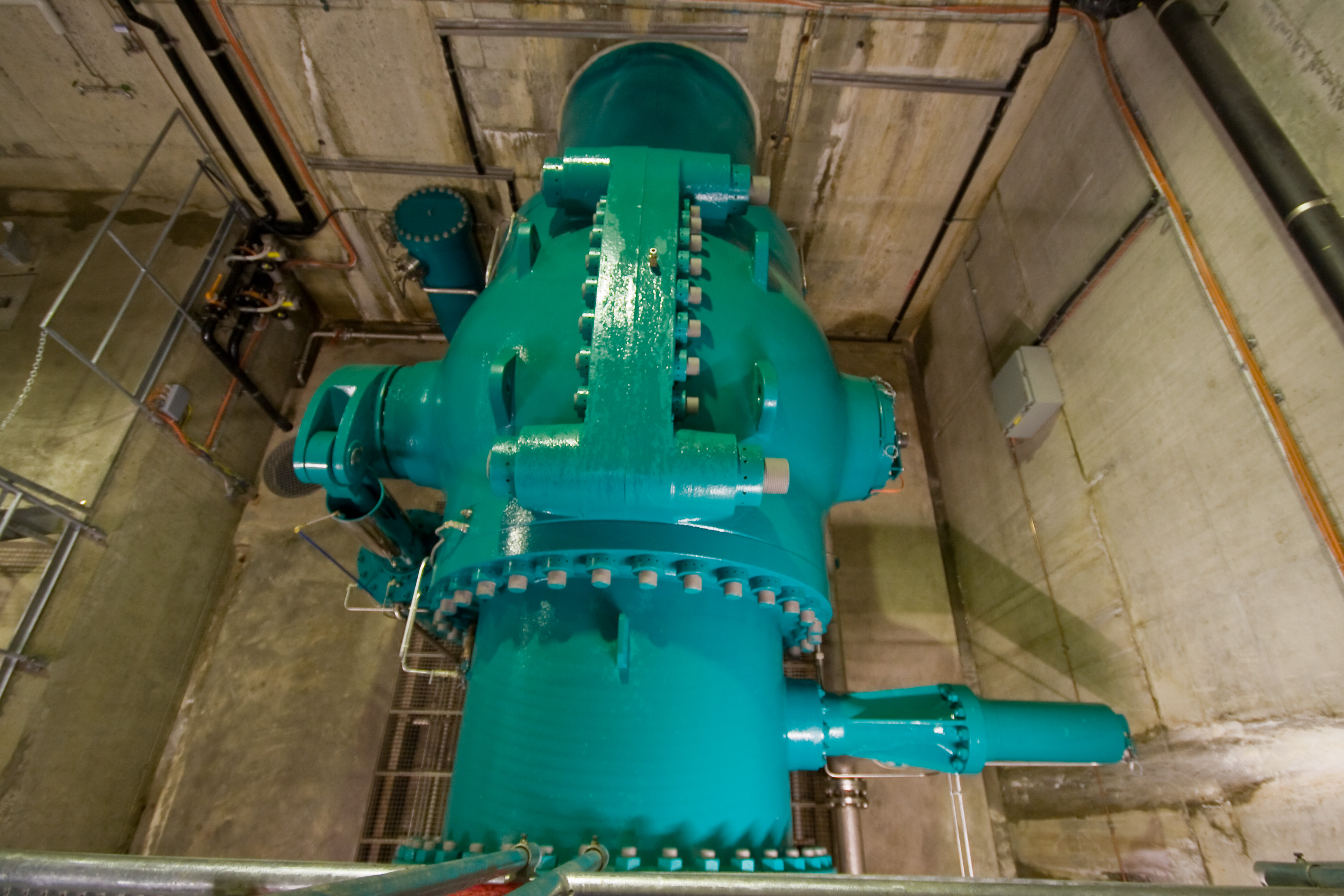
Kugelschieber im Wasserkraftwerk Amsteg.

Die Andritz Hydro ist neben Alstom Power und Voith Hydro ein internationaler Lieferant von hydraulischen Maschinen und elektrischer Ausrüstung für die Energieerzeugung und in folgende Bereiche unterteilt:
Large Hydro
Schlüsselfertige Groß-Anlagen für Wasserkraftwerke mit den dazugehörigen Stau- und Wehranlagen, Wasserturbinen & Generatoren, Absperrorgane, Druckrohre, Verschlussorgane (Drosselklappen, Kugelschieber), Automatisierung (Steuerung, Schutz, Erregung, Turbinenregler) und Hydromatrix-Anlagen.
Compact Hydro
Kleine und mittlere Wasserkraftanlagen mit hoher Verfügbarkeit und wirtschaftlichem Betrieb
Hydro Service & Rehab
Modernisierung und Automatisierung bestehender Wasserkraftanlagen, Teilerneuerung einzelner Anlagenkomponenten mit Erhöhung des Anlagenwirkungsgrades, Wartung und Instandhaltung
Pumps
Pumpen
Generator Turbo
Turbogeneratoren für Gas- und Dampfturbinen in Kooperation mit General Electric
Verstellpropeller
Herstellung von Verstellpropellern für Marine und Luxusyachten

## Kritik
Im Jahr 2019 veröffentlichte die Rechercheplattform Addendum in Kooperation mit Correctiv die Anschuldigungen eines ehemaligen Geschäftsführers der Andritz-Hydro-Tochterfirma in Morelia, Mexiko. Er sei im Jahr 2009 „Zeuge eines Schmiergeldsystems geworden, das darauf abzielte, durch versteckte Zahlungen an Entscheidungsträger den Zuschlag bei Auftragsvergaben in Venezuela zu erhalten.“